# Rosa elasmacantha
Rosa elasmacantha — вид рослин з родини розових (Rosaceae); поширений на Кавказі.

## Поширення
Поширений у Абхазії, Грузія, Азербайджані, Північному Кавказі.